# Wasserwerk Elze-Berkhof

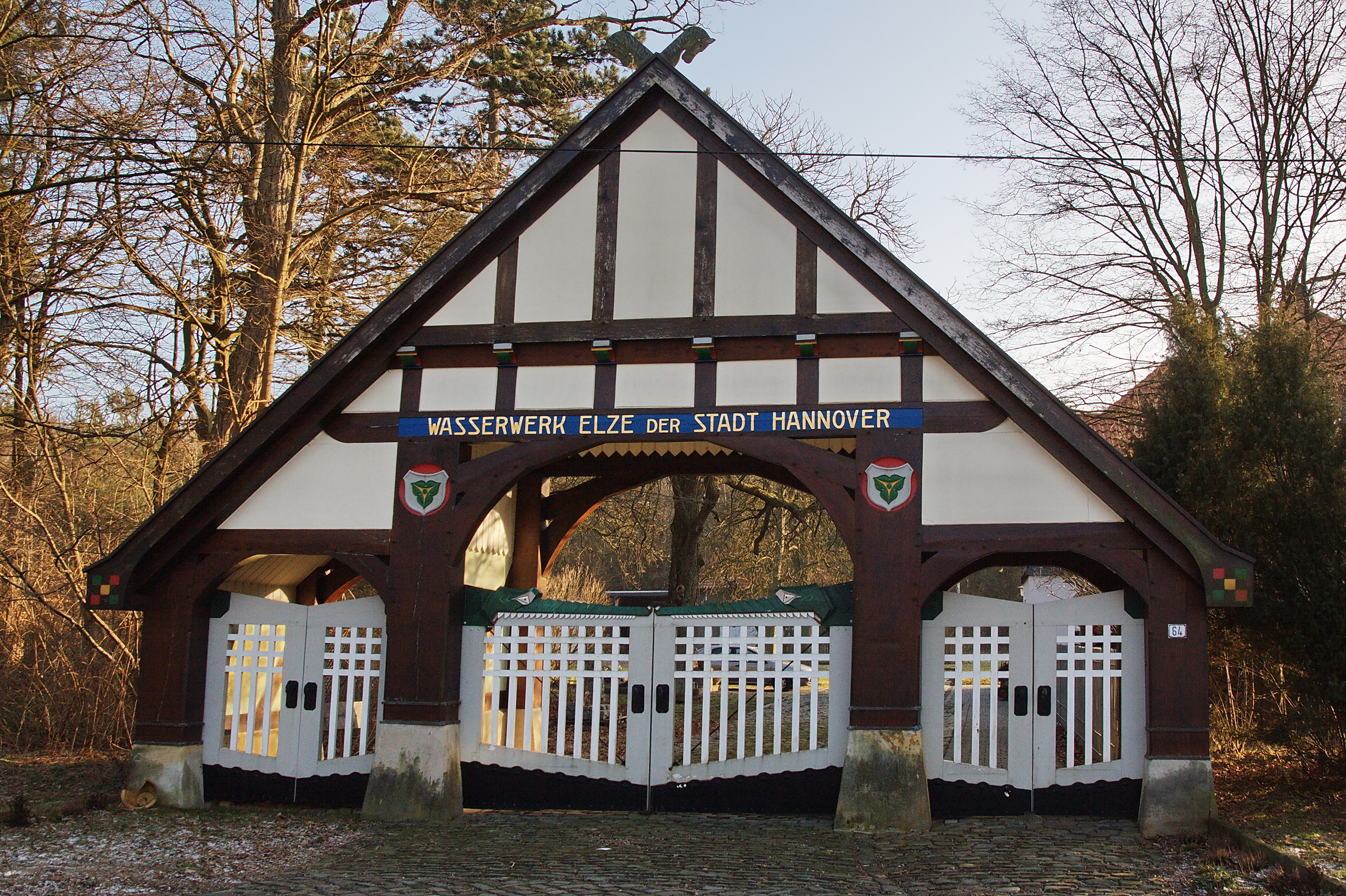
Schmucktor des alten Wasserwerks Elze

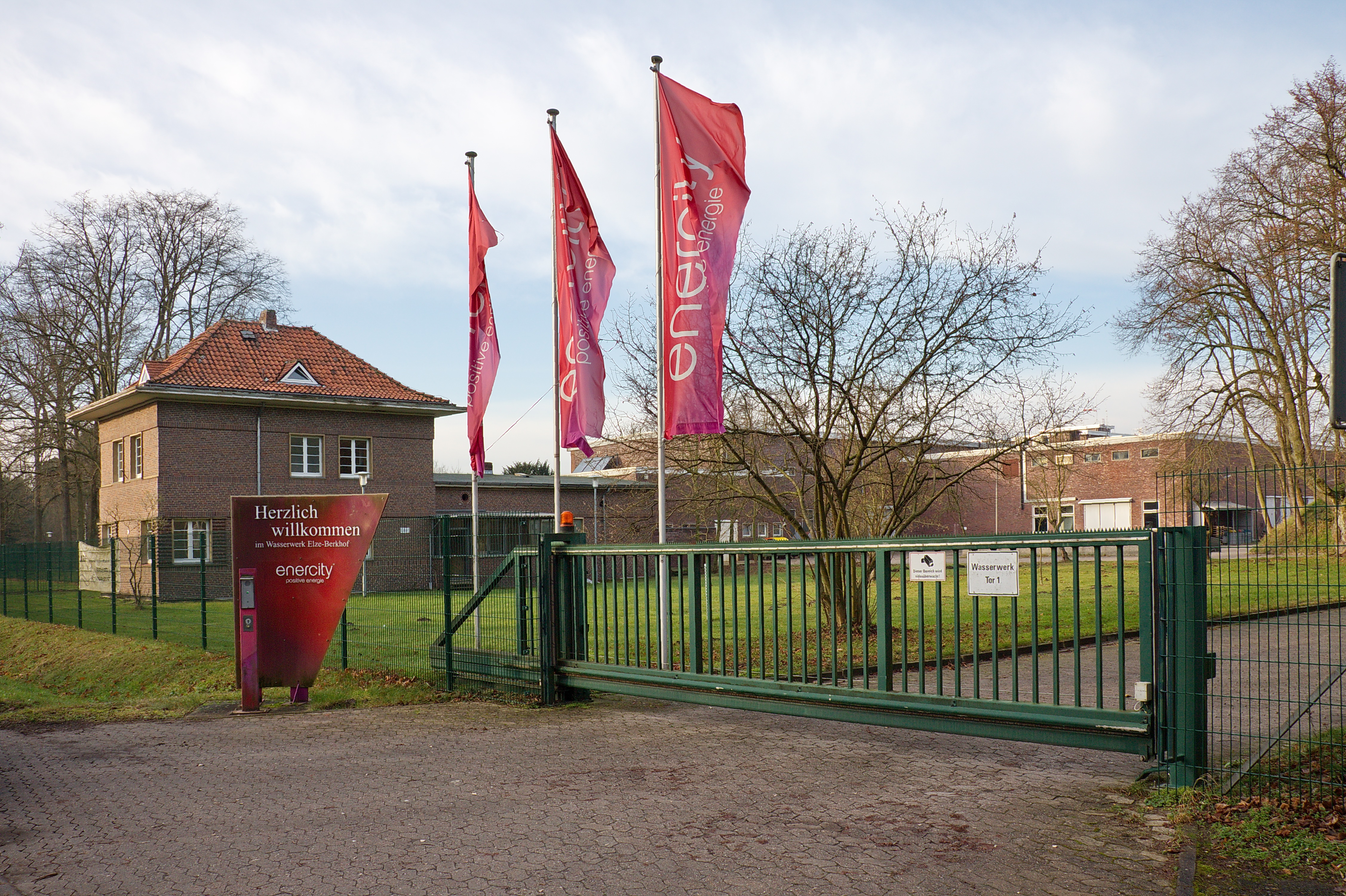
Zufahrt zum Wasserwerk

Das Wasserwerk Elze-Berkhof befindet sich östlich von Elze (Wedemark) im nördlichen Teil der Region Hannover. Es entstand im Jahr 1968 durch Zusammenlegung des 1911 in Betrieb gegangenen Wasserwerks Elze mit dem 1930 in Betrieb gegangenen Wasserwerk Berkhof und versorgt die Region Hannover als eines von drei Wasserwerken neben Fuhrberg und Grasdorf mit etwa der Hälfte des benötigten Trinkwassers.

## Lage
Das Werk befindet sich etwa 25 Kilometer nördlich von Hannover. Das Wassergewinnungsgelände im Schutz der großen Wälder des Forstes Rundshorn liegt im Talsandgebiet der Aller, dem Wasserschutzgebiet Fuhrberger Feld.
Das Grundwasser wird hier aus etwa dreißig Metern Tiefe mit achtzig Vertikal- und vier Horizontal-Filterbrunnen gefördert. Drei Schutzzonen mit jeweils unterschiedlich strengen Umweltschutzauflagen schützen das Brunnenwasser vor Verunreinigung.
Dabei bezeichnet die Schutzzone I den Fassungsbereich, in dem sich die Brunnenanlagen befinden, der von jeglicher anderen Nutzung ausgeschlossen ist. Die Schutzzone II definiert sich aus der äußeren Grenze, von der das Wasser innerhalb von fünfzig Tagen zum Brunnen fließt. Die Grenzen der Schutzzone III umschließen das gesamte Wasserschutzgebiet Fuhrberger Feld.

## Wassergewinnung und Reinigung
Der im Gebiet des Fuhrberger Feldes abregnende Niederschlag benötigt etwa dreißig Jahre, bis das Wasser über die Grundwasserwege zu den Brunnenanlagen der Wasserwerke gelangt. Der Weg des Wassers durch das Erdreich ist ein wirksamer Filter für Verunreinigungen aller Art; zugleich wird das Wasser mit natürlichen Stoffen angereichert. Davon werden Eisen- und Manganverbindungen und gelöste Gase wie Schwefelwasserstoff und Kohlensäure durch den Aufbereitungsprozess im Wasserwerk entfernt. Das gewonnene Trinkwasser fließt in große Reinwasserbehälter und wird von hier mit starken Kreiselpumpen mit einer Spitzenleistung von 100.000 Kubikmetern pro Tag zu den Haushalten Hannovers und seines Umlandes befördert.

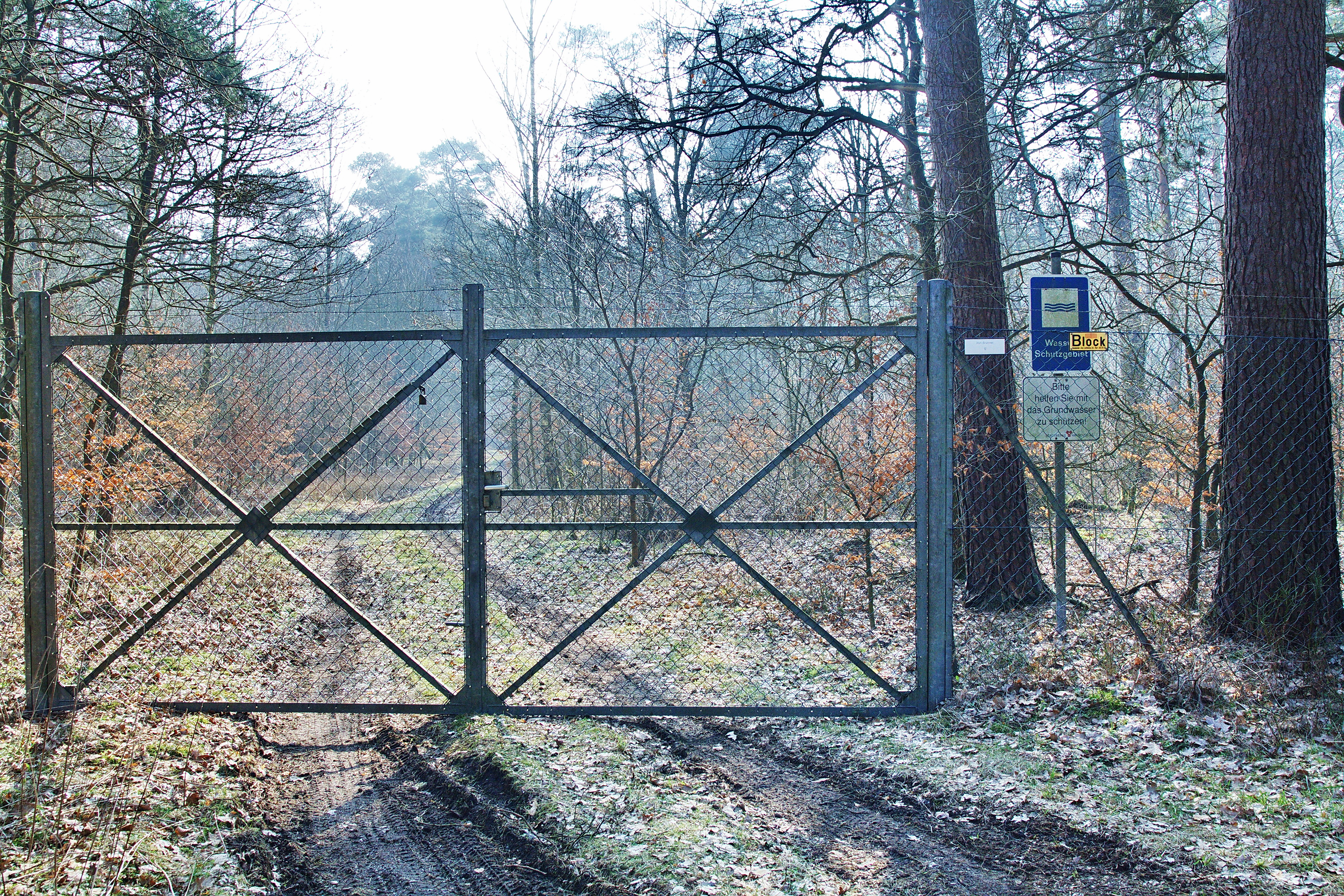
Wasserschutzzone Brunnen 12 des Werkes
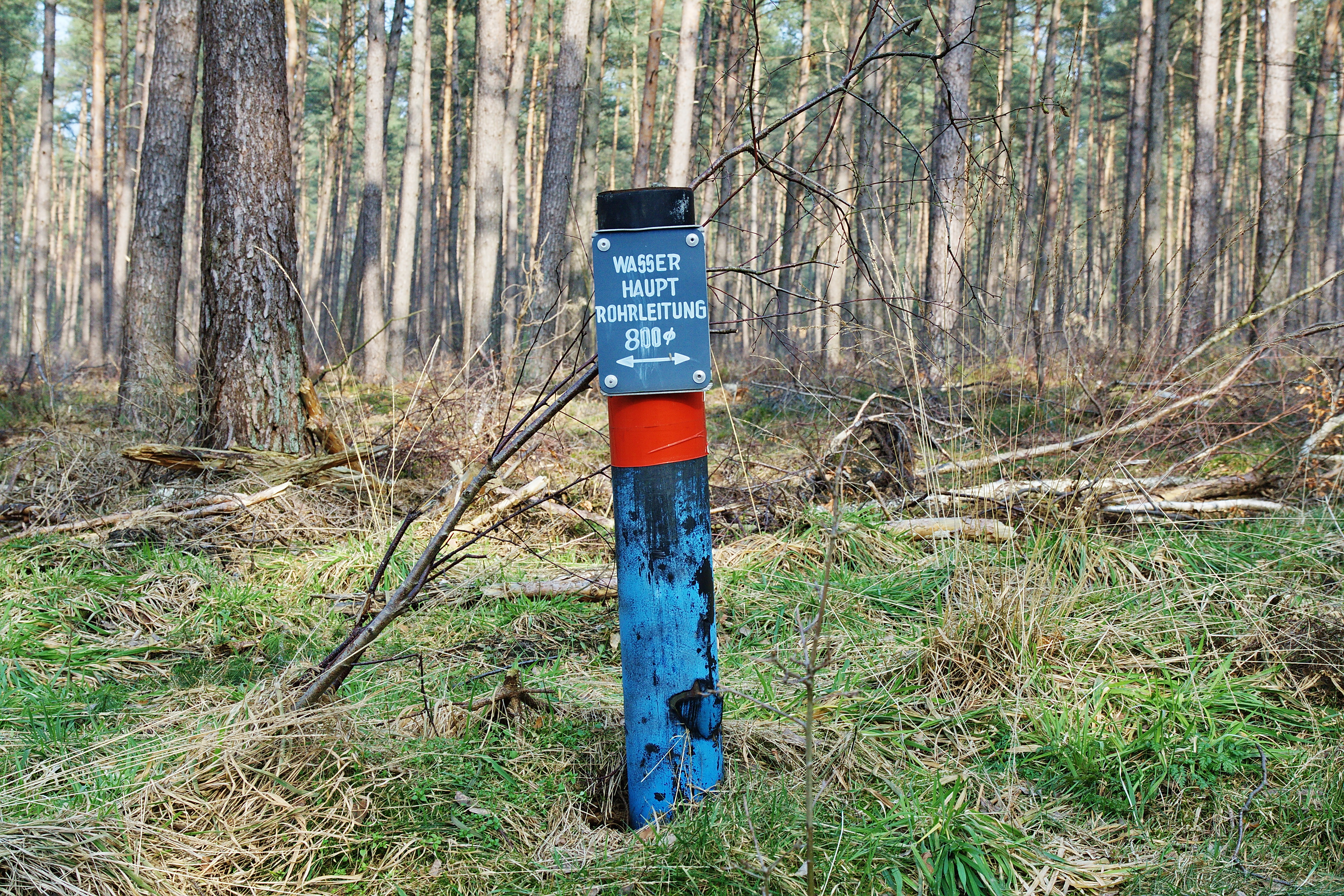
Marke einer Wasserhauptrohrleitung im Forst Rundshorn
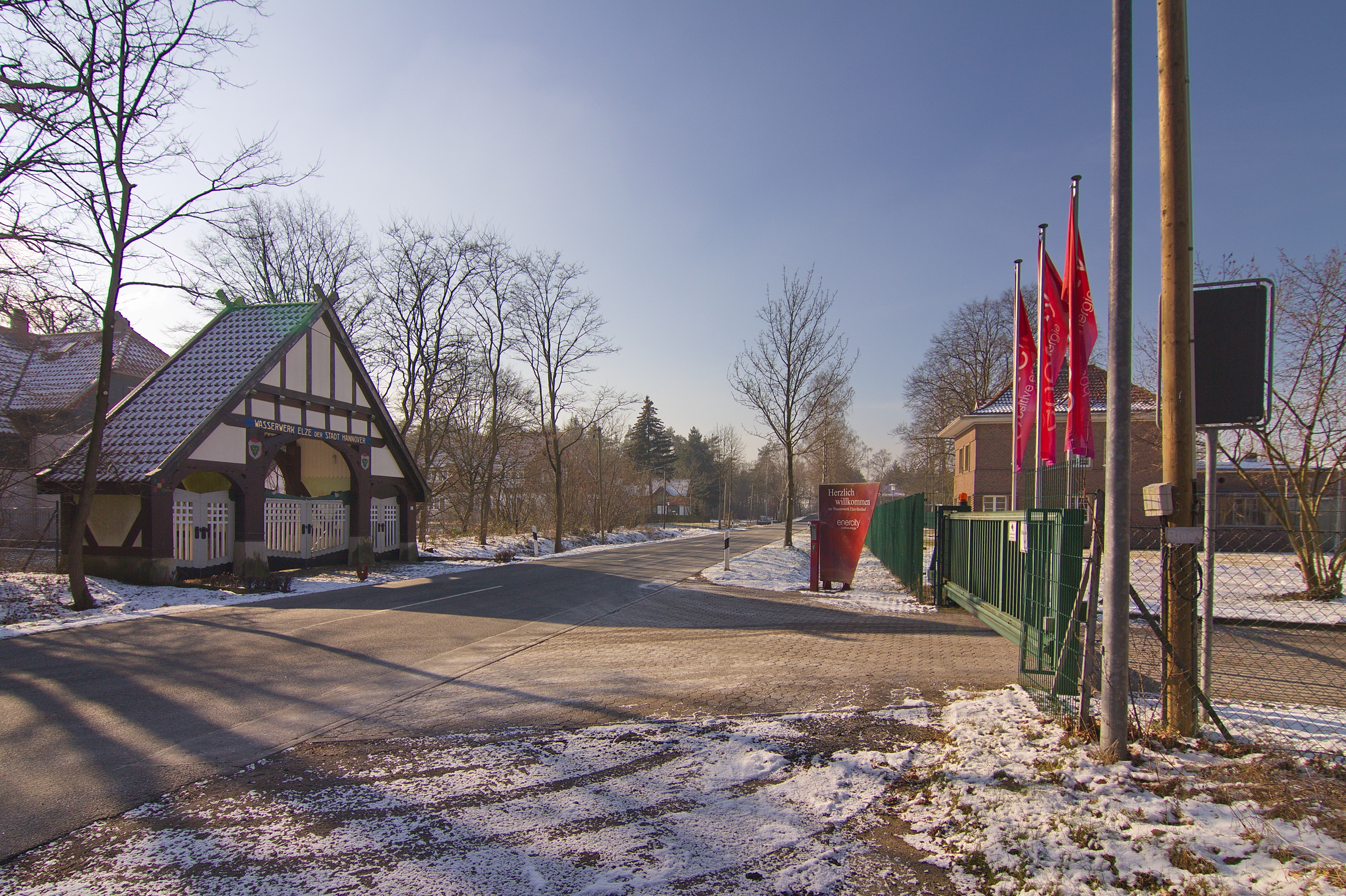
Das Wasserwerk an der K 109
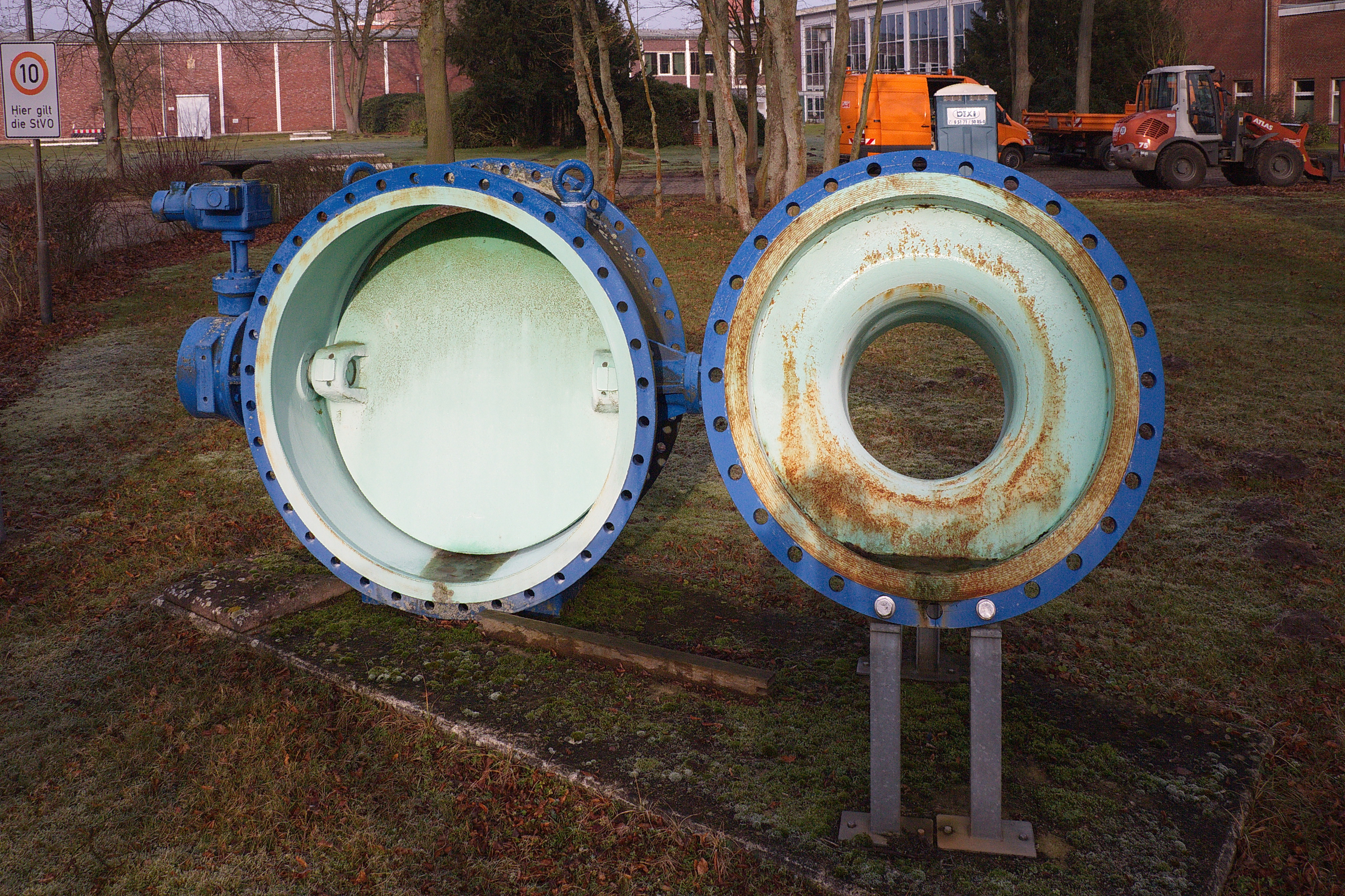
Altes Butterfly-Ventil vor dem Wasserwerk
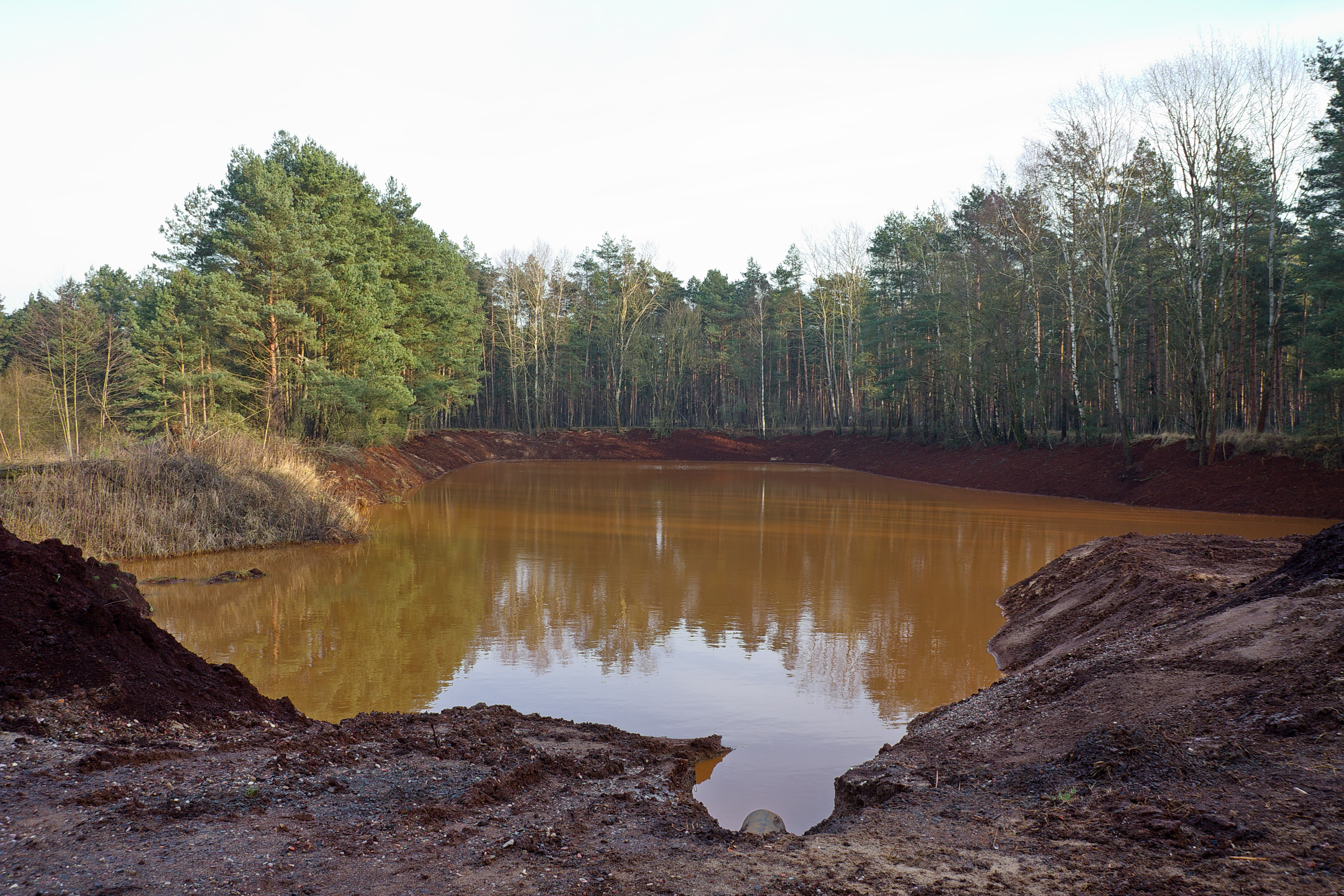
Schlammsickergrube beim Wasserwerk